# Ignatij (Suranov)
Ignatij (světským jménem: Sergej Vasiljevič Suranov; * 7. prosince 1978, Toburdanovo) je ruský duchovní Ruské pravoslavné církve a biskup čerepovecký a belozerský.

## Život
Narodil se 7. prosince 1978 ve vesnici Toburdanovo Čuvašska.
Roku 1996 dokončil Toburdanovskou střední školu a nastoupil na fakultu žurnalistiky Čuvašské státní univerzity, kterou dokončil roku 2001.
V letech 2001–2005 byl psalomščikem a prosfornikem v chrámu Křtu Páně ve vesnici Almančikovo.
V prosinci 2005 vstoupil do monastýru Svaté Trojice ve městě Čeboksary. Dne 2. ledna 2006 byl postřižen na rjasofora se jménem Nikolaj na počest svatého mučedníka a cara Mikuláše II. a 24. března na monacha se jménem Ignatij na počest svatého Ignatija (Brjančaninova).
Dne 2. dubna 2006 byl biskupem alatyrským Savvatijem (Antonovem) rukopoložen na hierodiakona a 6. ledna 2008 na jeromonacha.
Dne 30. července 2008 byl jmenován představeným podvorje monastýru Svaté Trojice ve vesnici Bolšoj Sundyr. Současně se stal blagočinným 4. okruhu.
Roku 2014 prošel studiem v Centru psychologie a pedagogiky Ministerstva školství a stal se opatrovníkem nezletilých.
Byl jmenován členem komise pro překlad Bible do čuvašštiny.
Roku 2017 dokončil dálkové studium Nižněnovgorodského duchovního semináře.
Dne 6. října 2017 jej Svatý synod zvolil biskupem mariinsko-posadským a vikářem čeboksarské eparchie. Dne 14. října byl povýšen na archimandritu.
Dne 3. listopadu 2017 byl v chrámu svatého knížete Igora Černihivského v Peredělnině v Moskvě oficiálně jmenován biskupem a 20. listopadu proběhla v chrámu Krista Spasitele v Moskvě jeho biskupská chirotonie. Světiteli byli patriarcha moskevský Kirill, metropolita krutický a kolomenský Juvenalij (Pojarkov), metropolita Valentin (Miščuk), metropolita čeboksarský a čuvašský Varnava (Kedrov), metropolita kalužský a borovský Kliment (Kapalin), metropolita voroněžský a liskinský Sergij (Fomin), metropolita jaroslavský a rostovský Panteleimon (Dolganov), metropolita istrijský Arsenij (Jepifanov), metropolita petrohradský a ladožský Varsonofij (Sudakov), metropolita minský a zaslavský Pavel (Ponomarjov), metropolita jekatěrinburský a věrchoturský Kirill (Nakoněčnyj), metropolita rostovský a novočerkasský Merkurij (Ivanov), metropolita kazaňský a tatarstánský Feofan (Ašurkov), metropolita volokolamský Ilarion (Alfejev), metropolita tambovský a rasskazovský Feodosij (Vasněv), metropolita rjazaňský a michajlovský Mark (Golovkov), metropolita ulan-udenský a burjatský Savvatij (Antonov), metropolita vologdský a kirillovský Ignatij (Děputatov), metropolita boryspilský a brovarský Antonij (Pakanyč), metropolita stavropolský a něvinnomyský Kirill (Pokrovskij), metropolita saranský a mordovský Zynovij (Korzynkin), metropolita chanty-mansijský a surgutský Pavel (Fokin), metropolita smolenský a dorogobužský Isidor (Tupikin), arcibiskup vitebský a oršanský Dimitrij (Drozdov), arcibiskup verejský Jevgenij (Rešetnikov), arcibiskup tiraspolský a dubossarský Sava (Volkov), arcibiskup sergijevo-posadský Feognost (Guzikov), arcibiskup pjatigorský a čerkesský Feofilakt (Kurjanov), arcibiskup surožský Jelisej (Ganaba), arcibiskup solněčnogorský Sergij (Čašin), arcibiskup jakutský a lenský Roman (Lukin), biskup Gurij (Šalimov), biskup vidnovský Tichon (Nědosekin), biskup zvenigorodský Antonij (Sevrjuk), biskup dmitrovský Feofilakt (Moisejev), biskup serpuchovský Roman (Gavrilov), biskup podolský Tichon (Zajcev), biskup krasnoslobodský a těmnikovský Kliment (Rodajkin), biskup orechovo-zujevský Panteleimon (Šatov), biskup voskresenský Savva (Michejev), biskup volgodonský a salský Kornilij (Sinjajev), biskup kanašský a jantikovský Stefan (Gordějev), biskup balašichinský Nikolaj (Pogrebňak), biskup neftěkamský a okťabrský Ambrozie (Munteanu), biskup tichvinský a lodějnopolský Mstislav (Djačina), biskup alatyrský a porecký Feodor (Belkov), biskup šachtinský a millerovský Simon (Morozov), biskup vjazemský a gagarinský Sergij (Zjaťkov), biskup jegorjevský Tichon (Ševkunov), biskup bronnický Paramon (Holubka), biskup borisoglebský a buturlinský Sergij (Kopylov), biskup pereslavský a ugličský Feodor (Kazanov), biskup luchovický Petr (Dmitrijev), biskup ljuberecký Serafim (Amelčenkov) a biskup roslavský a děsnogorský Meletij (Pavljučenkov).
Dne 25. srpna 2020 byl Svatým synodem ustanoven biskupem čerepoveckým a belozerským.